# Rimska utrdba Castra
Rimska utrdba Castra ali Castra Ad Fluvium Frigidum je vojaški tabor v Sloveniji, ki se nahaja v središču Ajdovščine. Je pozno rimska trdnjava (kastrum) in del nekdanjega rimskega obrambnega sistema, imenovanega Claustra Alpium Iuliarum, ki se je raztezal na ozemlju današnje Slovenije in Hrvaške.

## Zgodovina
Stari Rimljani so na skalnem platoju v času Rimskega imperija okrog leta 270 zgradili vojaški tabor z obrambnimi stolpi, imenovan Castrum Ad Fluvium Frigidum (utrdba ob Mrzli reki). Sredi drugega stoletja pr. n. št. so Rimljani v Vipavski dolini vzeli v svoje roke prometne in naselitvene niti. Nastala je prva prava prednica Ajdovščine; tovorna in poštna postaja, ki so jo poimenovali “mansio Fluvio Frigido”, po mrzlih vodotokih (Hubelj in Vipava), ob katerih je nastala. Fluvius Frigidus je bila četrta postaja ob rimski cesti, ki je vodila iz Akvileje (Ogleja) v Emono (Ljubljano). Nekoliko severneje od cestne postaje so zgradili novo utrdbo Castro z mogočnim obzidjem in štirinajstimi stolpi. Poleg civilnih je prevzela tudi vojaške naloge, saj je bila operativno obrambno središče na prostoru jugovzhodnih Alp s stalno vojaško posadko in poveljstvi.
Bitka pri Frigidu je bil spopad, ki se je odvijal 5. in 6. septembra leta 394 v ravnici med Hubljem in Vipavo. Natančna lokacija bitke ni znana, odvila pa se je nekje na območju med Ajdovščino in Vrhpoljem, kjer je danes posvečen spomenik tudi temu dogodku. Castra v opisih bitke ni posebej omenjena, čeprav je boj potekal pod njenimi zidovi. V bitki je trdnjava odigrala odločilno vlogo. Iz nje se je v boj podal uzurpator cesarskega prestola Evgenij, iz utrdbe ad Pirum na Hrušici pa njegov nasprotnik, cesar Teodozij. S pomočjo orkanske burje, kot zatrjujejo antični poročevalci o bitki, je zmagal Teodozij in novica o čudežni zmagi je obšla imperij, kot legenda je postala del antične in moderne zgodovine. 
Leta 451 je naselje ob Mrzli reki porušil hunski vojskovodja Atila med svojim pohodom v Italijo. Ajdovščina se je dolga stoletja razvijala izključno znotraj vojaškega tabora in šele kasneje izven obzidja. V mestu so še danes ohranjeni ostanki rimskega tabora: rimsko obzidje z nekaj stolpi, ostanki rimskih term ter razne arheološke najdbe. Obzidje Castre je bilo skozi stoletja poškodovano z novejšimi gradnjami. Stolpi in deli obzidja so bili delno obnovljeni.

## Opis tabora
Utrdba ima tloris v obliki nepravilnega mnogokotnika. Največja dolžina tabora je 220 m, širina je 160 m, celotni obseg pa meri okrog 600 m. Ugotovljena širina obzidja v temeljih je 3,40 m in največja ohranjena višina je 3,40 m. Štirinajst stolpov je bilo vpetih v obzidje; imajo okrogel tloris, nekateri pa imajo v temeljih dokazano kvadratno bazo. Premer stolpov je 9 do 9,60 m, pri čemer je notranji prostor v stolpu meril manj kot tri metre. Za višino stolpov je podatek pri stolpu 8, kjer je antična gradnja ohranjena do višine 6 m. Razdalje med stolpi so različne, od najmanjše 28 m do največje 55 m, najpogostejše so razdalje od 30 do 34 m.